# ان‌جی‌سی ۶۷۲
ان‌جی‌سی ۶۷۲ (انگلیسی: NGC 672) نام یک کهکشان است.